# Tipula grenfelli
Tipula grenfelli är en tvåvingeart som beskrevs av Alexander 1928. Tipula grenfelli ingår i släktet Tipula och familjen storharkrankar. Inga underarter finns listade i Catalogue of Life.